# 圣让罗尔巴克
圣让罗尔巴克（法語：Saint-Jean-Rohrbach，法語發音：[sɛ̃ ʒɑ̃ ʁɔʁbak]；洛林法兰克语：Gehonns-Roerboch）是法国摩泽尔省的一个市镇，位于该省东北部，属于萨尔格米讷区。

## 地理
圣让罗尔巴克（49°1'30"N, 6°52'58"E）面积12.19 平方千米，位于法国大東部大區摩泽尔省，该省份为法国东北部内陆省份，是洛林的一部分，西南接默尔特-摩泽尔省，东临下莱茵省，北与卢森堡和德国接壤。
与圣让罗尔巴克接壤的市镇（或旧市镇、城区）包括：奥斯特、迪方巴克莱埃利梅、伊尔斯普里什、莱维莱尔、皮特朗日欧拉克、雷姆兰莱皮特朗日。

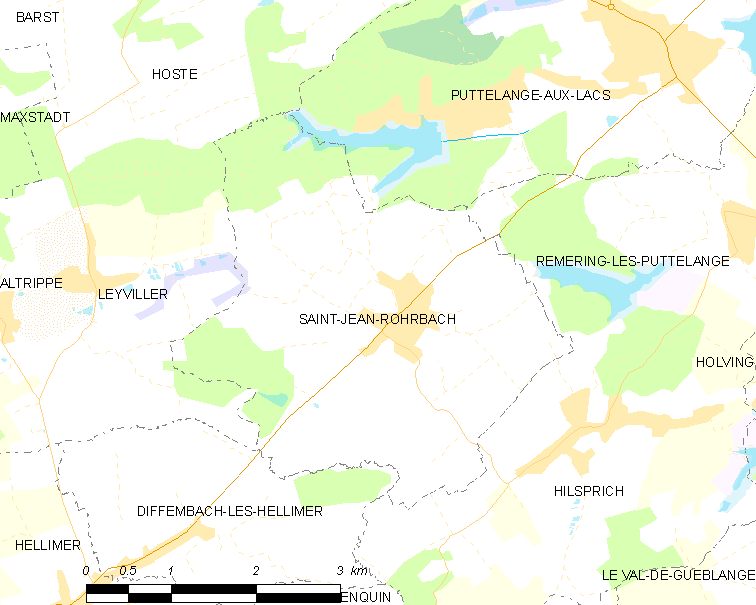
圣让罗尔巴克的OSM定位图

圣让罗尔巴克的时区为UTC+01:00、UTC+02:00（夏令时）。

## 行政
圣让罗尔巴克的邮政编码为57510，INSEE市镇编码为57615。

## 政治
圣让罗尔巴克所属的省级选区为萨拉尔布县。

## 人口

1962-2008年间圣让罗尔巴克人口变化图示

圣让罗尔巴克于2022年1月1日时的人口数量为963人。